# Rezerwat przyrody Torfowisko Jeziorek
Rezerwat przyrody Torfowisko Jeziorek – torfowiskowy rezerwat przyrody utworzony w 2012 r. na terenie gminy Mrozy, w powiecie mińskim w województwie mazowieckim. Znajduje się na gruntach Skarbu Państwa w zarządzie Nadleśnictwa Mińsk, na terenie leśnictwa Jeziorek. 
Celem ochrony jest zachowanie ze względów naukowych kompleksu wodno-torfowiskowego, z przyległymi borami bagiennymi oraz stanowiskami chronionych i zagrożonych gatunków roślin i zwierząt.
Rezerwat zajmuje powierzchnię 6,80 ha. Grunty leśne zajmują 1,14 ha, a pozostałą powierzchnię – bagno. Wokół rezerwatu utworzono otulinę o powierzchni 9,6808 ha.
Na terenie rezerwatu stwierdzono występowanie 75 gatunków roślin naczyniowych (w tym chronione: rosiczka okrągłolistna, bagno zwyczajne, modrzewnica zwyczajna, bobrek trójlistkowy) oraz 22 gatunków mszaków (11 z nich podlega ochronie, m.in. torfowce: błotny, spiczastolistny, czerwonawy).
Na mocy obowiązującego planu ochrony ustanowionego w 2019 r., obszar rezerwatu objęty jest ochroną czynną.
Rezerwat leży w obrębie dwóch wielkoobszarowych form ochrony przyrody – Mińskiego Obszaru Chronionego Krajobrazu oraz obszaru ptasiego sieci Natura 2000: „Dolina Kostrzynia” PLB140009.
Rezerwat nie jest udostępniony dla ruchu turystycznego.